# Locustella castanea
Locustella castanea é uma espécie de ave da família Locustellidae.
Apenas pode ser encontrada na Indonésia.